# Meenk (merk)

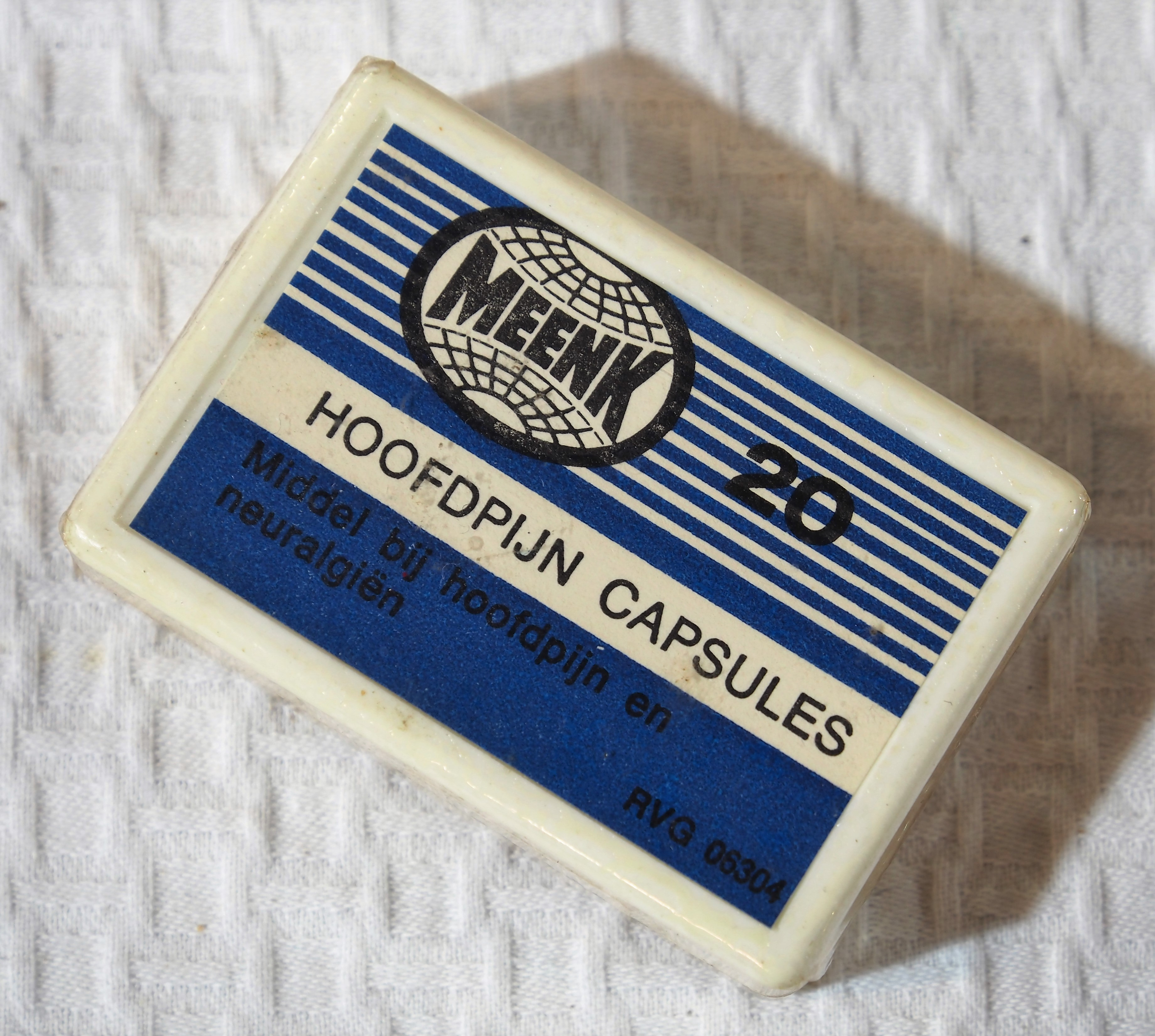
Een product van Braskamp N.V. met Meenk-logo.

Meenk was de naam, waaronder een Nederlands farmaceutisch bedrijf, dat zich bezighield met de vervaardiging van snoep en geneesmiddelen, zijn producten in de markt bracht.
Dr. J. B. Meenk (1815-1899) was een huisarts, die werkzaam was in Driebergen en Rijsenburg. Hij vervaardigde zelf naar eigen recept hoofd-, kies- en maagpijnpoeders. 
Na zijn overlijden kwamen de recepten in handen van de door E.M. Braskamp in augustus 1900 in Rijswijk opgerichte Chemische Fabriek E.M. Braskamp, later omgedoopt tot Pharmaceutische Chemische Fabriek Rijswijk. De in de fabriek vervaardigde hoofdpijn-, maagpijnpoeders, hoofdpijnpillen en drop werden voorzien van de merknaam Meenk en via drogisterijen aan de consument verkocht. 
Rond 1920 breidde de fabriek uit met het vervaardigen van zoetwaren, op chemische basis. Doordat er tijdens de Tweede Wereldoorlog een tekort ontstond aan chemische grondstoffen, werd gebruikgemaakt van natuurlijke, plantaardige grondstoffen. Het bedrijf is deze natuurlijke grondstoffen blijven gebruiken. De fabriek produceerde alleen nog snoep onder de naam Meenk Drogistendrop en was onderdeel van B.V. Braskamp. 
De fabriek in Rijswijk is opgeheven en het bedrijf valt inmiddels onder Van Vliet The Candy Company, gevestigd in Alphen aan den Rijn. 
Het oude fabriekspand is afgebroken en er heeft nieuwbouw plaatsgevonden. De oude toegangsweg is omgedoopt tot het Laantje van Braskamp. 